# Rakvice (przystanek kolejowy)
Rakvice – przystanek kolejowy w Rakvicach, w kraju południowomorawskim, w Czechach. Znajduje się na wysokości 170 m n.p.m. Położony jest w północno-wschodniej części miejscowości, przy drodze lokalnej nr 42115 i równolegle do drogi nr 425.
Jest zarządzany przez Správę železnic. Na przystanku nie ma możliwości zakupu biletów, a obsługa podróżnych odbywa się w pociągu. Poruszanie się między peronami jest możliwe poprzez wykorzystanie przejścia pod wiaduktem kolejowym

## Linie kolejowe
- 250 Havlíčkův Brod - Brno - Kúty